# Abdikace

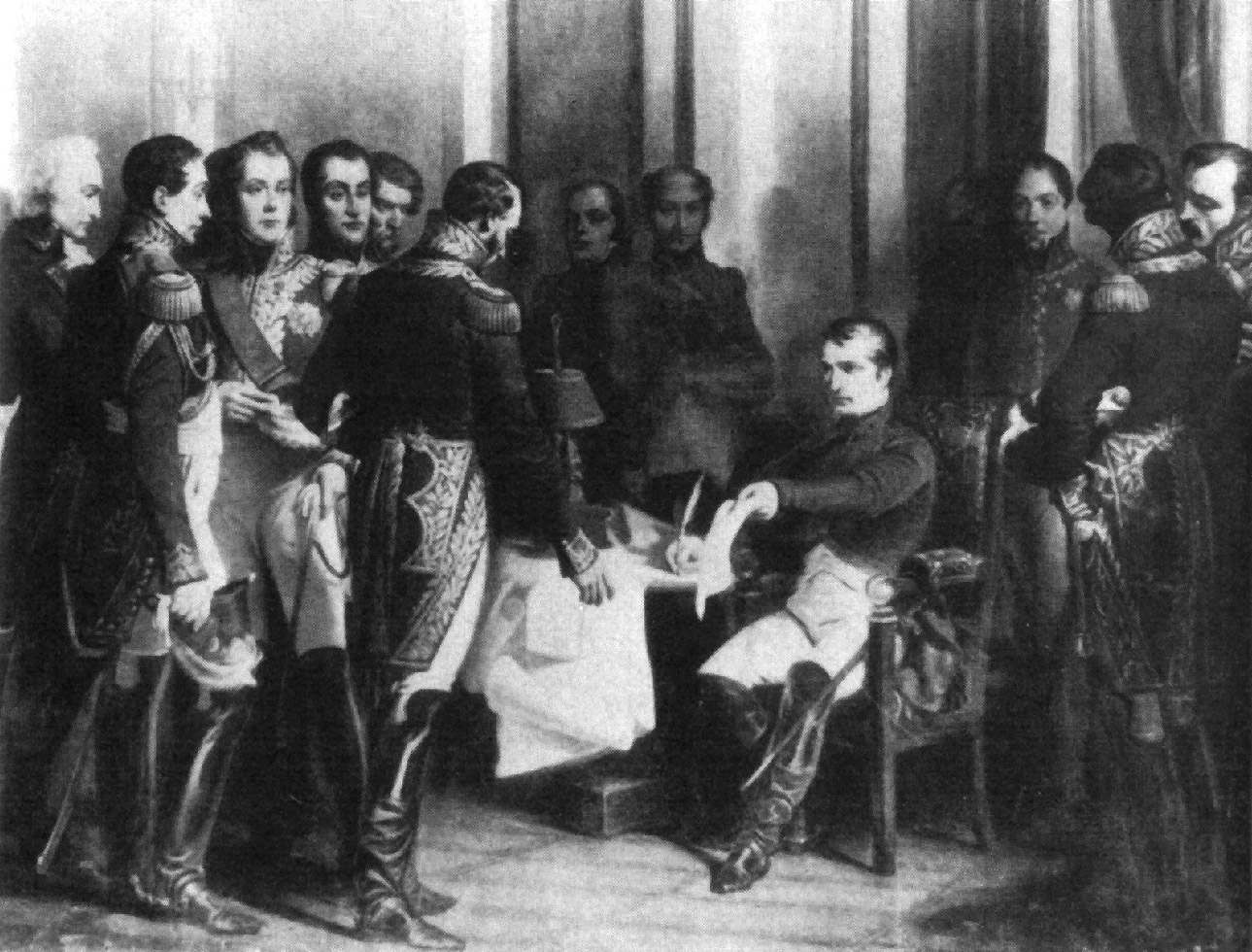
Napoleonova abdikace

Abdikace (z lat. abdicatio – odřeknutí) je odstoupení hlavy státu. U předsedů vlád a ministrů se používá pojmu demise.

## Česká republika
V České republice je abdikace prezidenta republiky upravena v čl. 61 Ústavy, podle kterého se prezident může vzdát svého úřadu do rukou předsedy Senátu PČR. Do 1. října 2012 šlo o předsedu Poslanecké sněmovny PČR.